# Captain Jack
Captain Jack — немецкий музыкальный дуэт, специализирующийся на музыке евродэнс. Его оригинальными участниками были Шарки (англ. Sharky Durban), которого достаточно быстро заменил Франсиско Алехандро Гутьеррес (исп. Francisco Alejandro Gutierrez), сценический псевдоним Фрэнки Джи (англ. Franky Gee), и Лиза Да Коста (Liza Da Costa) (замененная в 1999 году Малой Лосаньес, позже в 2001 году в группу пришла Илка-Анна-Антония Трауэ (англ. Ilka-Anna-Antonia Traue), сценический псевдоним Illi Love).

## Биография и карьера

### Начало карьеры
Первоначальный состав состоял из Шарки Дурбана и Лизы да Кошты. Они записали песни «Dam, Dam, Dam» и «Captain Jack». Последняя является также синглом с дебютного альбоме группы, который назывался «The Mission».

### 1995–1998: Второй состав, The Mission and Operation Dance.
Шарки покинул группу, и его заменил Франсиско Гутьеррес, также известный как Фрэнки Джи. Позже выяснилось, в музыкальном видео «Captain Jack» Шарки не исполнял песню сам, а использовал фонограмму с вокалом Гутьерреса . После службы в армии Соединенных Штатов Гутьеррес остался в Германии, где он в последний раз находился, и начал карьеру под именем «Вестсайд». Записывая музыку под этим названием, он предложил идею танцевального трека для строевых военных учений. Эта идея стала стилем Капитана Джека.

## Стиль
Группа Captain Jack (и в частности Фрэнки Джи) была стилизована под военную форму. Костюм Фрэнки состоял из униформы стилизованного офицера, с красной фуражкой, основанной на форме американских морских пехотинцев. Вся его остальная одежда была разработана также по примеру американской парадной формы офицеров. Родился он на Кубе 19 февраля 1962 года. Вместе с родителями он переехал в США и поселился в Майами. Он мечтал стать пилотом и обучался в одном из колледжей Майами. Однако через какое-то время произошла крупная забастовка в этом колледже, и многие студенты ушли оттуда, в их числе был и Фрэнки. Его родители не были богатыми, и поэтому ему пришлось искать заработок, чтобы хоть как-то обеспечить свою семью. Самым легким способом было решение пойти в армию, что он и сделал. В 1988 году его отряд был послан в Германию. После окончания своей службы в армии США, Фрэнки решил остаться в Европе, где он и начал свою музыкальную карьеру. Фрэнки выбрал такой стиль из-за своей службы в армии США. Концепция успеха группы Captain Jack очень оригинальна: Фрэнки Джи и Лиза Да Коста всегда выступали в военной форме. Группа заработала много наград всюду по Европе.
17 октября 2005 во время прогулки с сыном в Испании у Фрэнки случился инсульт. Доктора сказали, что повреждение было фатальным, и Фрэнки умер в субботу 22 октября 2005, после пребывания в пятидневной коме. Будущие доходы от продаж альбома Greatest Hits Captain Jack, который планировался до смерти Фрэнки, были переданы его сыну Фрэнки-младшему. В 2008 году группа Captain Jack возобновила свою деятельность в новом составе.

## Альбомы
- The Mission (1996)
- Operation Dance (1997)
- The Captain's Revenge (1999)
- Top Secret (2001)
- Party Warriors (2003)
- Cafe Cubar (2004)
- Music Instructor (2005)
- Captain Jack is Back (2008)
- Back to the Dancefloor (2010)